# Richard Wilkinson
Richard Wilkinson (1943) è un epidemiologo, sociologo e saggista inglese.
Ha svolto attività di ricerca nel campo della disuguaglianza sociale nella salute e dei determinanti sociali della salute. È stato precedentemente professore di epidemiologia sociale presso l'Università di Nottingham in Gran Bretagna. Scrisse un celebre articolo di due pagine nella rivista New Society pubblicato il 16 dicembre 1976, intitolato Dear David Ennals.
Wilkinson ha scritto tre libri sulle relazioni fra le disuguaglianze di reddito e la salute: Unhealthy Societies: The Affliction of Inequality, The Impact of Inequality: How to Make Sick Societies Healthier e The Spirit Level: Why More Equal Societies Almost Always Do Better (con Kate Pickett). Quest'ultimo libro esamina perché le società con una distribuzione più equa del reddito abbiano una migliore salute pubblica rispetto a quelle in cui il divario fra i gruppi più ricchi e quelli più poveri è  maggiore.
È stato intervistato nel documentario Zeitgeist: Moving Forward del 2011.